# El Manelic (Alpens)
El Manelic és una escultura pública d'Alpens (Lluçanès) inclosa a l'Inventari del Patrimoni Arquitectònic de Catalunya.

## Descripció
Simpàtica escultura realitzada amb ferro forjat situada al centre d'Alpens.
Està situada sobre una base de pedra que forma una font, amb una maneta de ferro per elevar l'aigua a la part posterior.
L'escultura és de petites dimensions, d'uns 70 cm d'alçada. La meitat la conforma uns suports amb ondulacions i recargolaments i l'altra meitat una figura humana amb detalls ben característics, com un bastó i una capa, així com la mateixa vestimenta.

## Història
Aquesta escultura fou realitzada, tal com s'explica a una placa de ceràmica de gres, el juliol de 1972 per Joan Prat, ferrer d'Alpens.
Aquest popular ferrer ha revestit la majoria de balcons i finestres amb ferro forjat, donant una bonica imatge a tot el poble.
El Manelic, protagonista de l'obra "Terra Baixa", té les característiques del pastor de muntanya. Sembla que l'escultor ha volgut fer una donació honorífica al poble volent recordar les arrels pròpies dels seus habitants.
És un bonic exponent d'artesania popular d'un escultor "anònim" dins l'art català, però molt valorat pels veïns d'Alpens.